# Solpuguna browni
Solpuguna browni är en spindeldjursart som först beskrevs av Lawrence 1928.  Solpuguna browni ingår i släktet Solpuguna och familjen Solpugidae. Inga underarter finns listade i Catalogue of Life.